# Morti nel 731
| Questa pagina contiene informazioni ricavate automaticamente dalle voci biografiche con l'ausilio del template Bio e di un bot. L'aggiornamento è periodico e automatico e ricostruisce completamente la pagina. Se manca una persona in questa lista, sei pregato di non aggiungerla, ma accertati piuttosto che la sua voce biografica contenga il template Bio e che i dati anagrafici siano correttamente compilati. Se il template Bio manca, inseriscilo tu stesso o, in alternativa, metti l'avviso {{tmp\|Bio}} che ne segnala la mancanza. Se i dati riportati sono sbagliati, correggi direttamente la voce biografica; le modifiche saranno visibili in questa lista entro pochi giorni. Per chiarimenti vedi il progetto biografie. La lista contiene solo le 6 persone che sono citate nell'enciclopedia e per le quali è stato implementato correttamente il template Bio. Pagina aggiornata al 19 ott 2024. |

- 13 gennaio - Bertoaldo di Canterbury, arcivescovo e abate anglosassone
- 11 febbraio - Papa Gregorio II, papa, cardinale e santo italiano (n. 669)
- 27 febbraio - Kul Tigin, generale turco (n. 684)
- Barjik, sovrano e generale
- Ragenfrido, funzionario franco
- Romualdo II di Benevento, politico e militare longobardo